# ドライブスルー

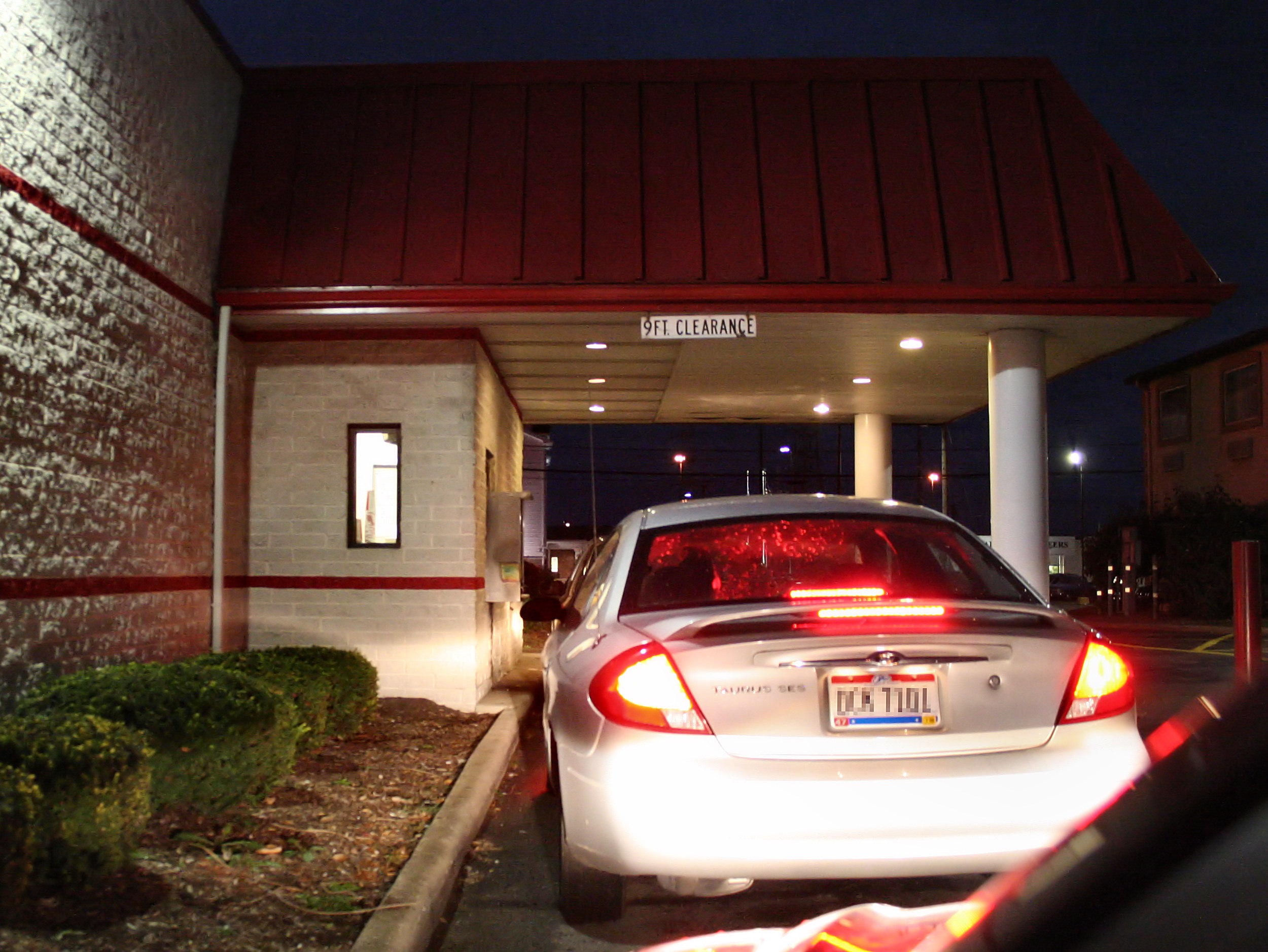
ファーストフード・レストランのドライブスルー
左の施設から商品のやり取りを行える

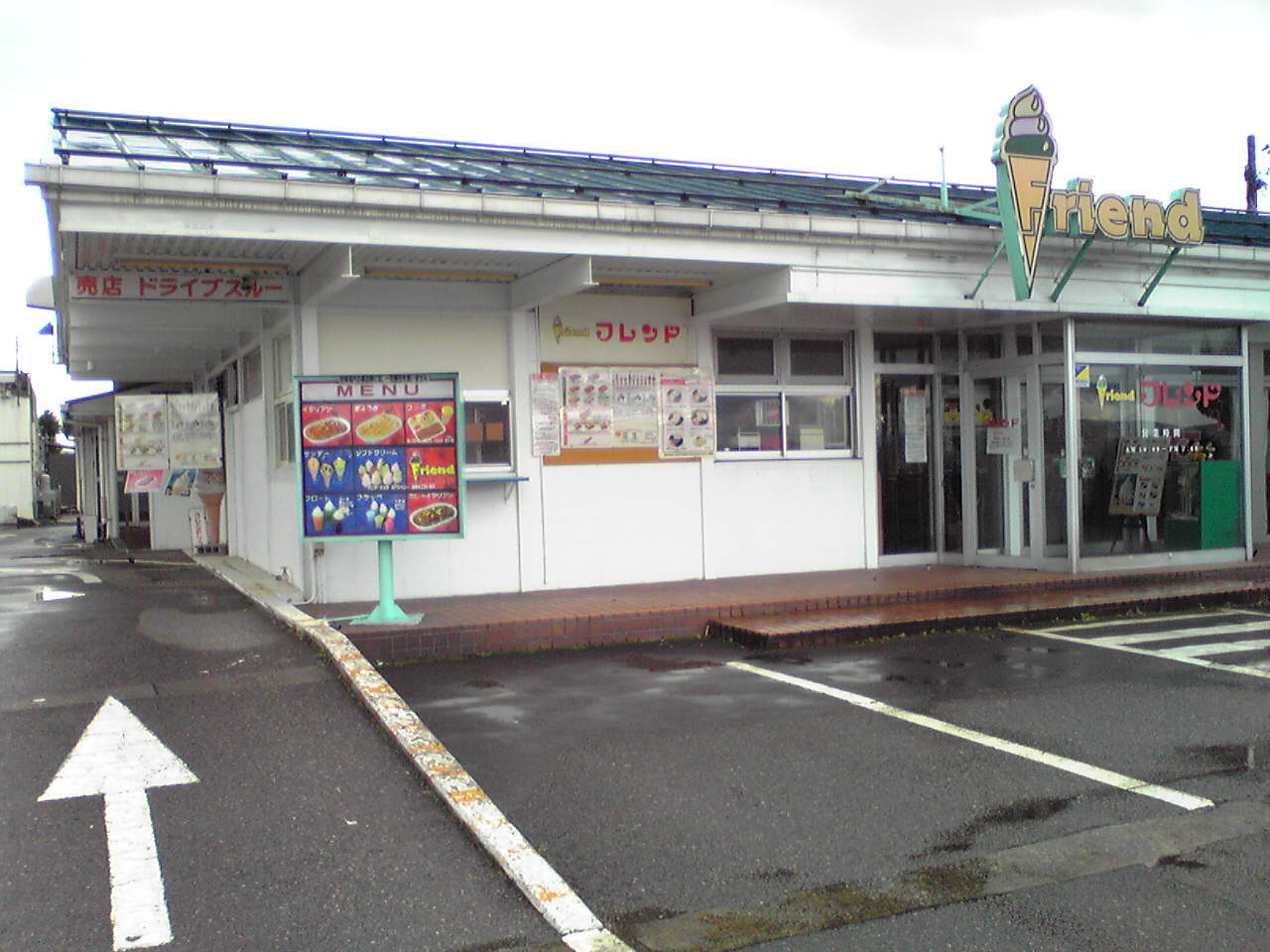
フレンド喜多町店（開店前に撮影）
右側の駐車場とは別に、左側に専用通路が設けられている

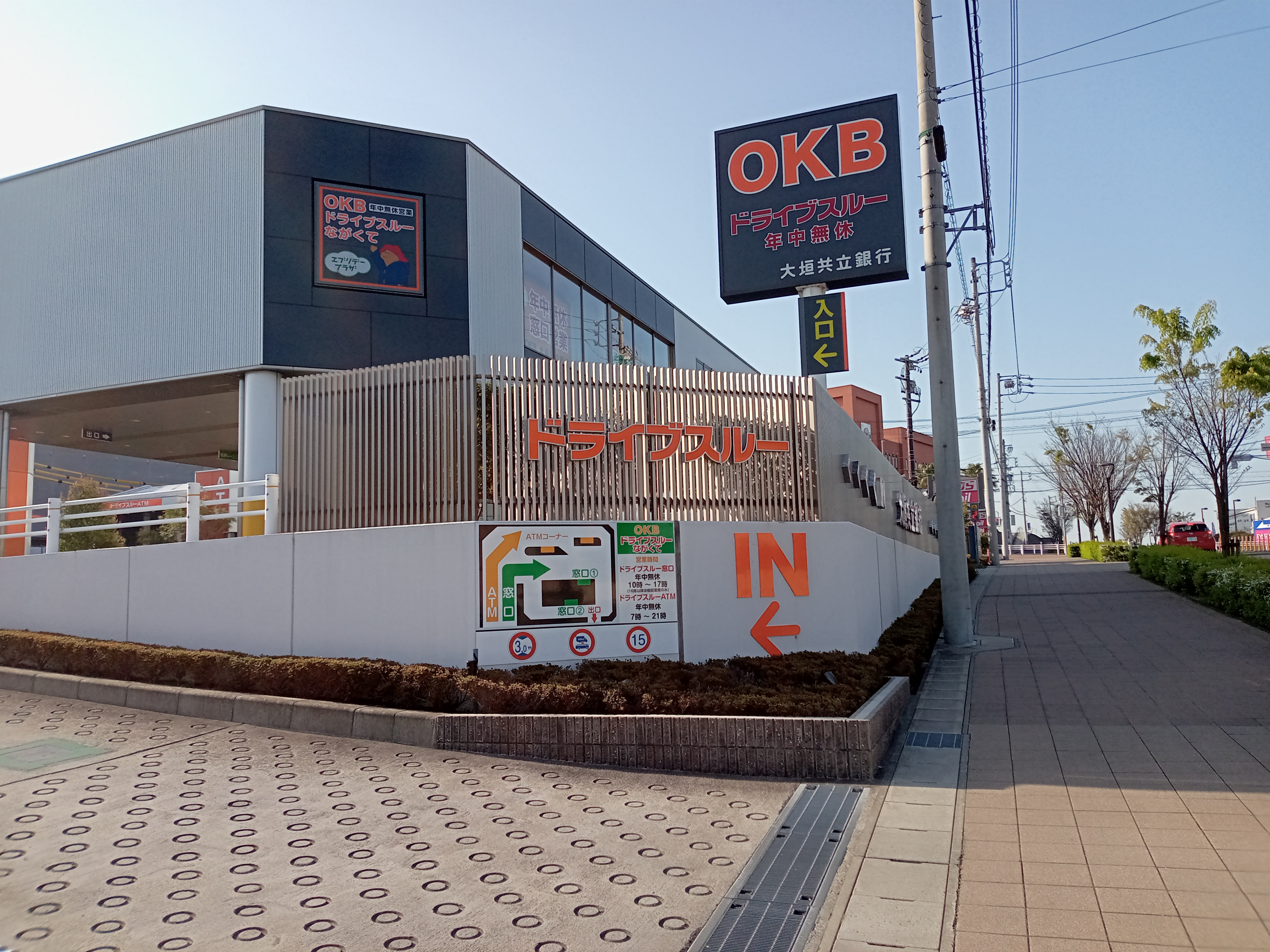
愛知県長久手市に存在した大垣共立銀行のドライブスルーATMの案内板
左側に専用通路、右側が駐車用窓口に分岐（2024年に閉店、建物も解体済）。

ドライブスルー（英語: drive-through、drive-thru）は、利用者が自動車に乗ったまま商品やサービスの提供と、運転による即時退出ができる機能およびその通路・設備である。

## 概要
入口から自動車で進入してきた利用者は、そのまま自動車から降りることなく窓越しに商品の受け取りや代金の支払いなどのサービスを利用し、用が済むとそのまま自動車を前進させて出口から退出できるようになっている。
一般的にはハンバーガー店をはじめとするファーストフード店での利用実態が広く知られているが、他にも銀行窓口（ATM）、クリーニング受付・引渡し、調剤薬局での受取など応用範囲は広い。
2020年から続く新型コロナウイルスの流行で、人との接触を最小限にすることができることから、様々な業種で急速に拡大している。

## アメリカ合衆国
ドライブスルーの形式は、1930年代にアメリカ合衆国で生まれ、その後は他の国々にも広まっていった。
アメリカでは車社会が発達していることもあり様々な業種のドライブスルーがある。図書館の本の貸出（要予約）や返却を行うドライブスルー、募金を促す寄付のためのドライブスルーなどである。ラスベガスには結婚式を執り行うドライブスルーもある。
アメリカでドライブスルーが発達した理由としては、駐車場を探す手間が省けるという理由のほか、治安面で夜間や人気のない場所でも犯罪から身を守ることができること、子供連れや身体が不自由な場合に利便性があることなどがある。

## 日本
ファーストフード店のドライブスルーは日本でもお馴染みの存在となっている。ハンバーガー、フライドチキン、牛丼、コーヒーといったドライブスルーは決して珍しくなく、ラーメン、すしなど非ファーストフードのものも徐々に登場している。
日本では、年賀状の受付期間における混雑緩和のため郵便局の駐車場で差出ができる「年賀状引受ドライブスルー」や、酒店において顧客が車両に乗ったまま購入品の引き渡しや空ケースの引き取りを行うサービスを実施しているところもある。
なお、少なくとも日本では業界初とされる旅行会社における導入事例では、事前に電話申込を行ってから出向くことを推奨するほか、比較的単純なチケットの受け渡し以外の複雑な旅行相談などはドライブスルーではない併設の既存窓口で行うとするなど、ドライブスルーの役割を特化している。
日本においては1960年代半ばが導入の端緒といわれるが、正確な記録が残っていないため、起源ははっきりしていない。
- 1965年（昭和40年）、東京都中央区の山本海苔店に設置。

当時の役員がアメリカを旅行した際、現地の車社会を目の当たりにし「海苔も車に乗ったまま買えるようにしよう」と思いついたのが導入のきっかけであった。ドライブスルーの発祥について、同社は「日本初と思われる」としている。
- 1976年（昭和51年）、新潟県長岡市のフレンド喜多町店に設置。

同社の研修旅行でアメリカへ行った際、現地のファーストフード店のドライブスルーを見た創業者が車社会への対応を見越して導入を決めた。ファーストフード業界では国内初だが、同社はドライブスルーの発祥そのものに関しては「正確に日本一（国内初）なのかどうかまでは不明」としている。
- 1977年（昭和52年）、東京都杉並区のマクドナルド環八高井戸店に設置。

ファーストフード業界では上記の前年のフレンドに次ぐものだが、マクドナルドでは当時の高井戸店の設備について「日本で初めての本格的なドライブスルー方式を採用」としている。
2020年、新型コロナウイルス感染拡大に際し、オープンスペースで効率的に検体を採取できる事に着目し、ドライブスルー方式のPCR検査が各地で行われている。